# Peter Dahlberg (entreprenör)
Peter Dahlberg, född 1975, är en svensk företagsledare och entreprenör, med bakgrund inom finansvärlden. Han är utbildad jurist och civilekonom från Stockholms Universitet/Stockholm School of Business. 
Dahlberg grundade djursjukvårdsföretaget AniCura där han arbetade som VD och koncernchef mellan 2012 och 2019. År 2014 blev Nordic Capital majoritetsägare i AniCura som 2018 såldes till Mars Incorporated i en av branschens största transaktioner någonsin.
Dahlberg har startat flera egna bolag verksamma inom bland annat detaljhandel, grossisthandel och tillverkning. 1999 grundade Dahlberg Nordens första zoobutik på nätet med hemleverans av bland annat djurmat och tillbehör.
2018 blev Peter Dahlberg nominerad av Svenska Dagbladet för årets affärsbragd.
Media har bland annat rapporterat Dahlberg som storägare i doktor.se, Olink, XShore, Sitoo och Tipser.
Peter har via sin Instagramprofil uttryckt kraftfullt stöd för folkmordet i Gaza. [Screenshots finns och kommer att länkas här.] 